# Francesc Carles d'Àustria
Francesc Carles d'Àustria (Viena 1802 - 1878). Arxiduc d'Àustria, príncep d'Hongria i de Bohèmia i pare de dos emperadors de la casa d'Habsburg, l'emperador Francesc Josep I d'Àustria i de l'emperador Maximilià I de Mèxic.

## Biografia
Va néixer a Viena el 7 de desembre de 1802, segon fill de l'emperador Francesc I d'Àustria i la seva esposa, Maria Teresa de Borbó-Dues Sicílies. Era net de l'emperador Leopold II, emperador romanogermànic i de la infanta Maria Lluïsa d'Espanya per via paterna mentre que per via materna ho era del rei Ferran I de les Dues Sicílies i de l'arxiduquessa Maria Carolina d'Àustria.
Persona de caràcter amable, no va ser mai una persona cultivada o ambiciosa i, de fet, no va tenir gairebé incidència en política, ni tan sols en l'educació dels seus fills. Al llarg del regnat del seu germà, l'emperador Ferran I d'Àustria, l'arxiduc Francesc Carles d'Àustria participà en els Consells de la Corona, malgrat que la seva participació fou més aviat escassa, per no dir testimonial.
Amb les diferents revoltes liberals i nacionalistes de l'any 1848 que afectaren les ciutats austríaques de Viena, Praga i Milà i molt especialment Hongria, l'emperador Ferran I d'Àustria decidí abdicar degut a les moltes pressions. La cort austriaca que es trobava refugiada a la "fidel" Innsbruck al Tirol decidí fer renunciar a l'arxiduc per tal que el seu fill el jove Francesc Josep fos coronat emperador. Sense cap mena de dubte, fou la seva muller qui participà i ideà més activament l'abdicació del pare per tal de coronar al fill.
Arran de les revolucions de 1848, després de l'abdicació del seu germà, l'emperador Ferran I, ell mateix va abdicar els seus drets successoris el 2 de desembre de 1848 en el seu fill, l'arxiduc Francesc Josep.
La mort de l'arxiduc es produí l'any 1878, cinc anys després de la de la seva muller, a la capital imperial, Viena.

## Matrimoni
Casat el 4 de novembre de 1824 a la princesa Sofia de Baviera, el casament venia a corroborar un seguit de trajectòries dinàstiques que fins al moment s'estaven produint. D'una banda, les contínues unions entre la casa bavaresa i l'austríaca i de l'altre les magnífiques aliances que havien signat les filles del nou rei Maximilià I Josep de Baviera, ja que s'havien unit amb les cases d'Àustria, de Saxònia, de Prússia i amb el duc de Leuchtenberg, nebot de Napoleó I.
La princesa Sofia era filla del rei Maximilià I de Baviera i de la princesa Carolina de Baden essent una princesa culta, interessada en la pintura, la música i el teatre i amb grans dots d'estratègia.
La parella s'instal·là a Viena i tingueren quatre fills:
- SM l'emperador Francesc Josep I d'Àustria, nascut a Viena el 1830 i mort el 1916 a la capital austríaca. Es casà el 1853 amb la princesa Elisabet de Baviera.

- SM l'emperador Maximilià I de Mèxic, nascut a Viena el 1832 i mort el 1867 a Querétaro (Mèxic). Es casà amb la princesa Carlota de Bèlgica.

- SAR l'arxiduc Carles Lluís d'Àustria, nascut a Viena el 1833 i mort el 1896 a la capital austríaca. Es casà en primeres núpcies amb la princesa Margarida de Saxònia, en segones núpcies amb la princesa Maria de l'Anunciació de Borbó-Dues Sicílies i en terceres núpcies amb la infanta Maria Teresa de Portugal.

- SAR l'arxiduquessa Maria Anna d'Àustria, nascuda a Viena el 1835 i morta el 1840.

- SAR l'arxiduc Lluís Víctor d'Àustria, nascut a Viena el 1842 i mort el 1919 a la mateixa capital austriaca.